# Бодеан
Бодеа́н (фр. Beaudéan, окс. Beudian) — коммуна во Франции, находится в регионе Юг — Пиренеи. Департамент — Верхние Пиренеи. Входит в состав кантона Кампан. Округ коммуны — Баньер-де-Бигор.
Код INSEE коммуны — 65078.

## География
Коммуна расположена приблизительно в 670 км к югу от Парижа, в 125 км юго-западнее Тулузы, в 24 км к югу от Тарба.
По территории коммуны протекают реки Адур и Адур-де-Лепон.

## Климат
Климат умеренно-океанический с солнечной тёплой погодой и обильными осадками на протяжении практически всего года.

## Население
Население коммуны на 2010 год составляло 400 человек.
| 1962 | 1968 | 1975 | 1982 | 1990 | 1999 | 2010 |
| ---- | ---- | ---- | ---- | ---- | ---- | ---- |
| 453  | 472  | 378  | 354  | 410  | 380  | 400  |

## Администрация
| Период | Период | Фамилия  | Партия                   | Примечания               |
| ------ | ------ | -------- | ------------------------ | ------------------------ |
| 2001   | 2020   | Жак Брюн | Радикальная левая партия | член генерального совета |

## Экономика
В 2010 году среди 257 человек трудоспособного возраста (15-64 лет) 178 были экономически активными, 79 — неактивными (показатель активности — 69,3 %, в 1999 году было 72,0 %). Из 178 активных жителей работали 158 человек (86 мужчин и 72 женщины), безработных было 20 (7 мужчин и 13 женщин). Среди 79 неактивных 18 человек были учениками или студентами, 39 — пенсионерами, 22 были неактивными по другим причинам.

## Достопримечательности
- Церковь Св. Мартина (XV век). Исторический памятник с 1989 года[4]
- Музей военно-полевой хирургии в доме Жана-Доминика Ларрея[5]

## Фотогалерея

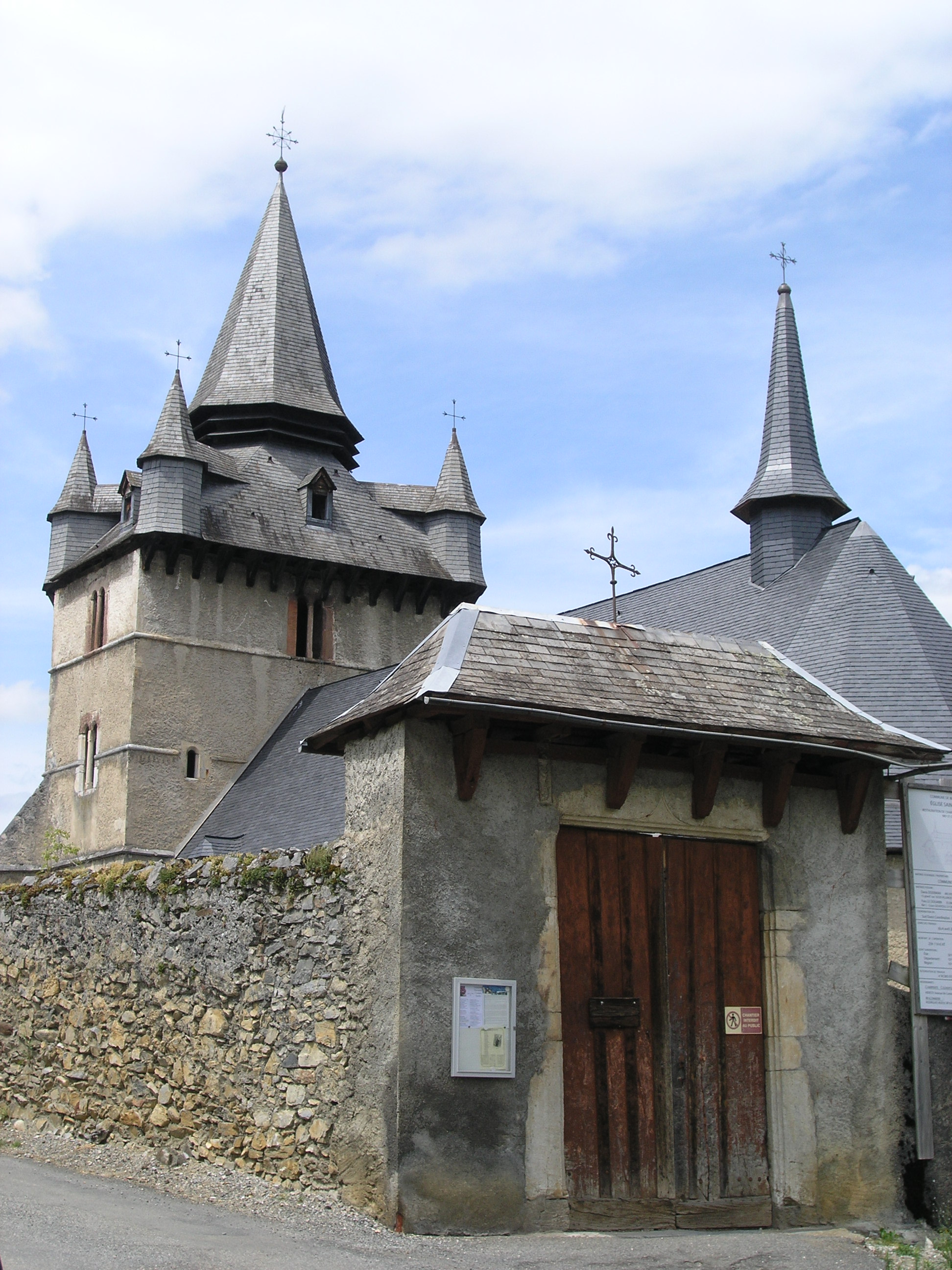
Церковь Св. Мартина
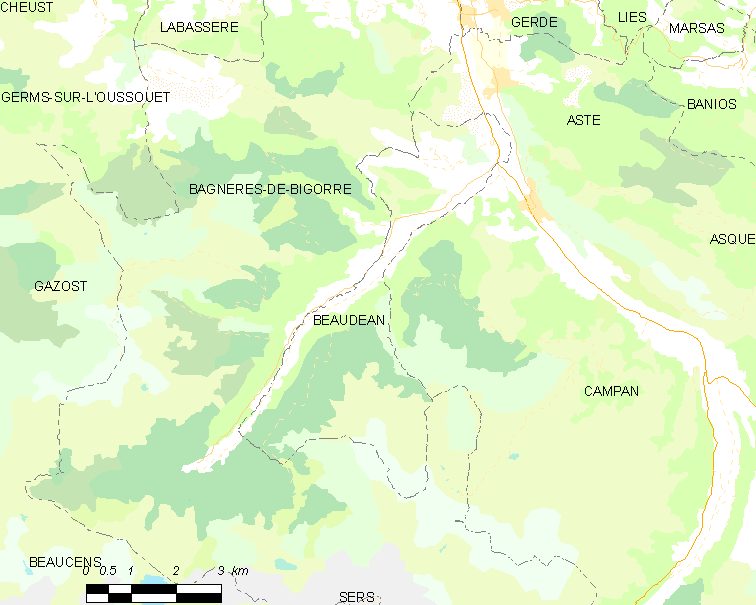
Карта коммуны